# 프랑스령 남방 및 남극 지역의 기
프랑스령 남방 및 남극 지역의 기(프랑스어: Drapeau des Terres Australes et Antarctiques Françaises)는 아델리랜드 (Terre Adélie), 크로제 제도 (Îles Crozet), 케르겔렌 제도 (Îles Kerguelen), 생폴섬과 암스테르담섬 (Îles Saint Paul et Amsterdam), 프랑스령 인도양 군도 (Îles Éparses)를 아우르는 프랑스의 해외 영토를 상징하는 기이다. 2007년 2월 23일 도입되었다.

## 도안
감청색을 바탕으로 좌상단의 사각영역 (캔턴)에는 프랑스 삼색기가 배치되어 있으며 바탕과의 구분을 위해 흰색 테두리를 넣는다. 우하단에는 로마자 T.A.A.F (프랑스령 남방 및 남극 지역의 프랑스어 명칭인 Terres Australes et Antarctiques Françaises의 약칭)를 흰색 모노그램으로 만들어 닻과 유사한 형상을 띄도록 양식화하였다.
모노그램 주변으로는 다섯 개의 흰색 별로 둘러싸여 있다. 별에 담긴 의미는 프랑스령 남방 및 남극 지역을 이루는 5개 지역을 각각 나타낸 것이라는 해설도 있으나, 공식기 채택 법령에는 명시되어 있지 않는 부분이다.

## 역사

프랑스 남부 및 남극 지역 대표행정관의 기

1958년 프랑스령 남방 및 남극 지역의 초대 대표행정관이었던 자비에르 리셰르 (Xavier Richert)가 대표행정관의 상징기를 만들어 본인의 집무실에 둔 것에서 유래하였다. 이 기에는 별이 3개만 달려 있는 점을 제외하면 지금의 기와 거의 동일하다. 여기서 세 개의 별은 프랑스 해군 출신이었던 자비에르 행정관 본인의 계급이 중장이었는데, 중장은 별 3개로 표시되었다는 점과 연관되어 있기도 하다.

## 같이 보기
- 프랑스의 국기 목록
- 남극기